# 合齒魚科
合齒魚科是輻鰭魚綱仙女魚目合齒魚亞目的其中一科。

## 分布
本科魚類分布在全球各大海域中。

## 深度
水深約10至80公尺。

## 特徵
本科魚種，體橢圓形或延長，略側扁，頭與軀幹具被圓鱗。口極寬，背鰭短，有脂鰭，齒尖利，在上下頷、腭骨及舌面多成毛刷狀，極少犬齒，較大的齒通能壓伏。尾鰭分叉，無發光器，脊椎數多。

## 分類
本科其下分5個屬，如下：

## 龍頭魚亞科（Harpadontinae）

### 龍頭魚（鐮齒魚）屬（Harpadon）
- 微紅龍頭魚（Harpadon erythraeus）：又稱微紅鐮齒魚。
- 短臂龍頭魚（Harpadon microchir）：又稱小鰭鐮齒魚。
- 龍頭魚（Harpadon nehereus）：又稱印度鐮齒魚。
- 鱗龍頭魚（Harpadon squamosus）：又稱鱗鐮齒魚。
- 透明龍頭魚（Harpadon translucens）：又稱透明鐮齒魚。

### 蛇鯔屬（Saurida）
- 銀蛇鯔（Saurida argentea）
- 巴西蛇鯔（Saurida brasiliensis）
- 加勒比蛇鯔（Saurida caribbaea）
- 長體蛇鯔（Saurida elongata）：又稱長蛇鯔。
- 長條蛇鯔（Saurida filamentosa）
- 焰蛇鯔（Saurida flamma）
- 戈蘭氏蛇鯔（Saurida golanii）
- 細蛇鯔（Saurida gracilis）
- 巨鱗蛇鯔（Saurida grandisquamis）
- 伊氏蛇鯔（Saurida isarankurai）
- 長鰭蛇鯔（Saurida longimanus）
- 大鱗蛇鯔（Saurida macrolepis）
- 小鱗蛇鯔（Saurida microleps）
- 短臂蛇鯔（Saurida micropectoralis）
- 雲紋蛇鯔（Saurida nebulosa）
- 短頜蛇鯔（Saurida normani）
- 擬多齒蛇鯔（Saurida pseudotumbil）
- 擬蛇鯔（Saurida suspicio）
- 多齒蛇鯔（Saurida tumbil）
- 梅芳蛇鯔（Saurida umeyoshii）
- 花斑蛇鯔（Saurida undosquamis）
- 鱷蛇鯔（Saurida wanieso）

## 狗母魚亞科（Synodontidae）

### 狗母魚屬（Synodus）
- 雙斑狗母魚（Synodus binotatus）
- 羊角狗母魚（Synodus capricornis）
- 革狗母魚（Synodus dermatogenys）
- 道氏狗母魚（Synodus doaki）
- 埃氏狗母魚（Synodus evermanni）
- 鐮鰭狗母魚（Synodus falcatus）
- 條腹狗母魚（Synodus fasciapelvicus）
- 多鱗狗母魚（Synodus foetens）
- 背斑狗母魚（Synodus fuscus）：又稱褐狗母魚。
- 吉氏狗母魚（Synodus gibbsi）
- 肩斑狗母魚（Synodus hoshinonis）
- 印度狗母魚（Synodus indicus）
- 中間狗母魚（Synodus intermedius）
- 橘褐狗母魚（Synodus isolatus）
- 射狗母魚（Synodus jaculum）：又稱斑尾狗母。
- 夏威夷狗母魚（Synodus janus）
- 方斑狗母魚（Synodus kaianus）：又稱灰狗母魚。
- 蜴狗母魚（Synodus lacertinus）
- 洛氏狗母魚（Synodus lobei）
- 尖頭狗母魚（Synodus lucioceps）
- 大首狗母魚（Synodus macrocephalus）：又稱大頭狗母。
- 叉斑狗母魚（Synodus macrops）：又稱大目狗母。
- 馬氏狗母魚（Synodus marchenae）
- 馬斯卡林島狗母魚（Synodus mascarensis）
- 芒迪氏狗母魚（Synodus mundyi）
- 眼點狗母魚（Synodus oculeus）
- 東方狗母魚（Synodus orientalis）
- 太平洋狗母魚（Synodus pacificus）
- 波氏狗母魚（Synodus poeyi）
- 派爾氏狗母魚（Synodus pylei）
- 蘭氏狗母魚（Synodus randalli）
- 紅花斑狗母魚（Synodus rubromarmoratus）
- 尖齒狗母魚（Synodus sageneus）
- 桑古狗母魚（Synodus sanguineus）
- 蜥狗母魚（Synodus saurus）
- 美首狗母魚（Synodus scituliceps）
- 塞氏狗母魚（Synodus sechurae）
- 黑點狗母魚（Synodus similis）
- 紅狗母魚（Synodus synodus）
- 台灣狗母魚（Synodus taiwanesis）
- 肩蓋狗母魚（Synodus tectus）
- 紅斑狗母魚（Synodus ulae）
- 熊野狗母魚（Synodus usitatus）
- 雜斑狗母魚（Synodus variegatus）：又稱紅帶狗母魚、縱帶狗母魚。
- 維蒂氏狗母魚（Synodus vityazi）

### 大頭狗母魚屬（Trachinocephalus）
- 大頭狗母魚（Trachinocephalus myops）：又稱大頭花桿狗母。

## 生態
本科魚類，棲息在沙泥地，甚或埋藏在沙中僅露出頭部。只有少部分出現在珊瑚礁，其餘多生活在較深水域，運動緩慢，以寬大而銳利的牙齒來追捕小魚，只要被牠咬到的獵物很少有在逃脫的機會，亦捕食被海流衝過來的浮游生物。

## 經際利用
體型小無重大經濟價值，主因是本科魚類肉鬆散無味，小且多刺。故一般多用於製造魚鬆或魚漿。